# قمری‌بلدرچین‌های نوگرمسیری
قمری‌بلدرچین‌های نوگرمسیری (نام علمی: Zentrygon)، یک سرده از پرندگان خانواده کبوتران است و اعضای آن قمری‌بلدرچین نامیده می‌شوند و همه در قلمرو نوگرمسیری زندگی می‌کنند.
گونه‌های این سرده عمدتاً از جنوب مکزیک در سراسر آمریکای مرکزی هستند. قمری‌بلدرچین‌ها پرندگان زمینی هستند که در جنگل‌های انبوه زندگی، لانه‌سازی و تغذیه می‌کنند. آنها به دلیل رنگ بنفش تا قهوه‌ای با نشانه‌های روشن و تیره در چهره خود قابل توجه هستند.
این سرده در سال 2013 با قمری‌بلدرچین پیشانی‌نخودی به عنوان گونه نماد معرفی شد.  این سرده شامل هشت گونه است. 